# Der Märchenkater erzählt
Der Märchenkater erzählt (auch als Der Märchenkater bekannt) ist eine französisch-kanadische Zeichentrickserie, die zwischen 1993 und 1994 produziert wurde. Die Handlung basiert auf den gleichnamigen Geschichten von Marcel Aymé, die zwischen 1934 und 1946 veröffentlicht wurden.

## Handlung
Der Märchenkater sonnt sich gerne auf einem Baum und erzählt dabei spannende Geschichten, die er selbst erlebt hat. Er lebt gemeinsam mit den blonden Schwestern Delphine und Marinette auf einem Bauernhof in Frankreich und hat daher viel zu berichten. Auch die anderen Tiere auf dem Bauernhof können mit den Mädchen sprechen und so erleben sie viele Abenteuer.    Delphine und Marinette wurden schon einmal in Pferde verwandelt. Ihre Eltern fordern von ihnen viel Gehorsam, gute Noten und Arbeitsbereitschaft und beobachten daher einen Besuch des gutmütigen Onkels Alfred, der ihnen ab und zu Geschenke macht, genau. Mit klugen Einfällen und Hilfe der Tiere können sie allerdings meistens ihre Eltern überlisten. Auch wilde Tiere können die Schwestern zähmen und sie schließen mit einigen sogar Freundschaft.

## Produktion und Veröffentlichung
Die Serie wurde zwischen 1993 und 1994 von Caméras Continentales, France Animation, CINAR, France 3, Ravensburger Film & TV, Éditions Gallimard, Société Radio-Canada, La Societe de Radio-Television Quebec und Bat Productions unter der Regie von Jacques Colombat und dem Drehbuch von Christophe Izard und Peter Landecker in Frankreich und Kanada produziert. Dabei sind 15 Folgen entstanden. Die Musik stammt von Gilles Hekimian und Libert Subirana.
Erstmals wurde die Serie 1994 auf dem französischen Fernsehsender Canal+ ausgestrahlt. Die deutsche Erstausstrahlung fand am 20. Februar 1995 auf Premiere statt. Weitere Wiederholungen im deutschsprachigen Fernsehen erfolgten ebenfalls auf Junior und Fix & Foxi.

## Episodenliste
| Folge | deutscher Titel         | deutsche Erstausstrahlung | Originaltitel            |
| 1     | Der blinde Hund         | 19.09.1999                | Le Chien                 |
| 2     | Die Pfote des Katers    | 20.09.1999                | La Patte Du Chat         |
| 3     | Die verschwundenen Kühe | 21.09.1999                | Les Vaches               |
| 4     | Die Rechenaufgabe       | 22.09.1999                | Le Probleme              |
| 5     | Der weiße Ochse         | 23.09.1999                | Les Boeufs               |
| 6     | Schön wie ein Pfau      | 24.09.1999                | Le Paon                  |
| 7     | Hilfe! Ein Panther      | 25.09.1999                | Le Canard Et Le Panthere |
| 8     | Der verspielte Wolf     | 26.09.1999                | Le Loup                  |
| 9     | Esel und Pferd          | 27.09.1999                | L’ Ane Et Le Cheval      |
| 10    | Der Malkasten           | 28.09.1999                | Les Boites De Peinture   |
| 11    | Die Schwäne             | 29.09.1999                | Les Cygnes               |
| 12    | Das Schaf               | 30.09.1999                | Le Mouton                |
| 13    | Der böse Gänserich      | 01.10.1999                | Le Mauvais Jars          |
| 14    | Der Hirsch und der Hund | 02.10.1999                | Le Cerf Et Le Chien      |
| 15    | Die Sintflut            | 03.10.1999                | L’ Elephant              |